# Adventure (voilier)
Pour les articles homonymes, voir Adventure.
L’Adventure est l'une des dernières goélettes de pêche américaine des Grands Bancs de Terre-Neuve. 
Elle est inscrite au National Historic Landmarkdepuis 1994.

## Histoire
Ce bateau de pêche à voile a été conçu par l'architecte naval Thomas F. McManus de Boston et construit au chantier naval de la John F. James & Sons à Essex Massachusetts pour le capitaine Jeff Thomas de Gloucester.
L’Adventure a été l'une des dernières en bois à être construite pour la pêche au doris. Durant sa période d'activité de 1926 à 1953, l’Adventure avait un équipage de 27 hommes et 14 doris. Quand la goélette fut mise à la retraite c'était la dernière en activité de pêche.
En 1954, l’Adventure a été vendue et réaménagée en voilier de commerce, pour le transport de passagers sur les côtes du Maine, jusqu'en 1988. Les cales à poissons ont été transformées en cabines et son moteur d'origine supprimé.
Son dernier capitaine, Jim Sharp en a fait don à la population de Gloucester, pour qu'il soit préservé en tant que témoin de l'époque de la pêcherie américaine.
En 1988, l'association Gloucester Adventure, Inc. le prend en charge pour l'entretenir et continuer la navigation comme navire-école dans divers programme d'éducation.

## Restauration
Grâce aux efforts des bénévoles de l'association, l’Adventure est reconnu, dès 1994 comme monument historique (National Historic Landmark).
En 1999 l’Adventure est choisi dans un programme de préservation du patrimoine maritime par la National Trust for Historic Preservation.
En restauration depuis 2005, il devrait être remis à flot à la fin des travaux pour naviguer le long des côtes de la Nouvelle-Angleterre. 